# Sarayönü mecset
Sarayönü mecset (törökül: Sarayönü Camii), más néven Szeráj-mecset, mecset Nicosiában, Cipruson, a Sarayönü téren található.

## Története
Camille Enlart francia művészettörténész szerint a 14. és 15. században, a Ciprusi Királyság és a Velencei Köztársaság uralma idején a mecset helyén egy karmelita templom állt. Egy kupolája volt, és állítólag egy temető vette körül, ahová egy jeruzsálemi királyt, egy normandiai herceget és több főnemest temettek.
Ciprus 1571-es oszmán hódítása után a Sarayönü téren tábort létesítettek, és a karmelita templomot mecsetté alakították át, hogy megkönnyítsék a katonák vallásgyakorlatát. Az átalakított épület külső része gótikus, míg a belső tere oszmán építészeti stílusú volt. Törökül az „Orduönü Mescidi” nevet kapta, ami annyit jelent, hogy „a katonai tábor előtti mecset”.
Később, az oszmán uralom alatt a korábbi karmelita templom helyén egy új mecsetet építettek. A mecset építési ideje változó: egyes források 1690–91-re teszik, míg mások 1820–24-re. Ez a mecset a hagyományos oszmán építészet jegyeit viselte a belső térben; a tetőzetét két éles ív támasztotta alá, és díszítések nélküli minarete volt. 1873-ból származó beszámoló szerint a mecset udvarán egy görög feliratos szarkofág állt, amelyet ima előtti mosakodásra használtak. A szarkofágot 1980-ban a Haydarpaşa mecset udvarára szállították.
Az épület 1900 januárjában egy földrengés során elpusztult. Fenton Atkinson brit építész ugyanebben az évben készítette el a jelenlegi mecset terveit. Az építészt állítólag az andalúziai emlékei ihlették. A jelenlegi mecset építése 1901. november 26-án kezdődött és 1903-ban fejeződött be.

## Építészet
A mecsetet mór építészeti stílusban tervezték, de némi indiai hatás is kimutatható. Az alaprajza téglalap alakú, így megfelel a hagyományos ciprusi stílusnak. Külföldi hatásokat mutató homlokzata öt részből áll, éles patkó alakú ívekkel. A minaret, amely az oszmán időkből származik, kőből készült, és a mecset főépülettől külön áll.

## Fordítás
- Ez a szócikk részben vagy egészben  a   Sarayönü Mosque című angol Wikipédia-szócikk ezen változatának fordításán alapul.  Az eredeti cikk szerkesztőit annak laptörténete sorolja fel. Ez a jelzés csupán a megfogalmazás eredetét és a szerzői jogokat jelzi, nem szolgál a cikkben szereplő információk forrásmegjelöléseként.